# Riethbenden
Koordinaten: 51° 22′ 12″ N, 6° 34′ 45″ O

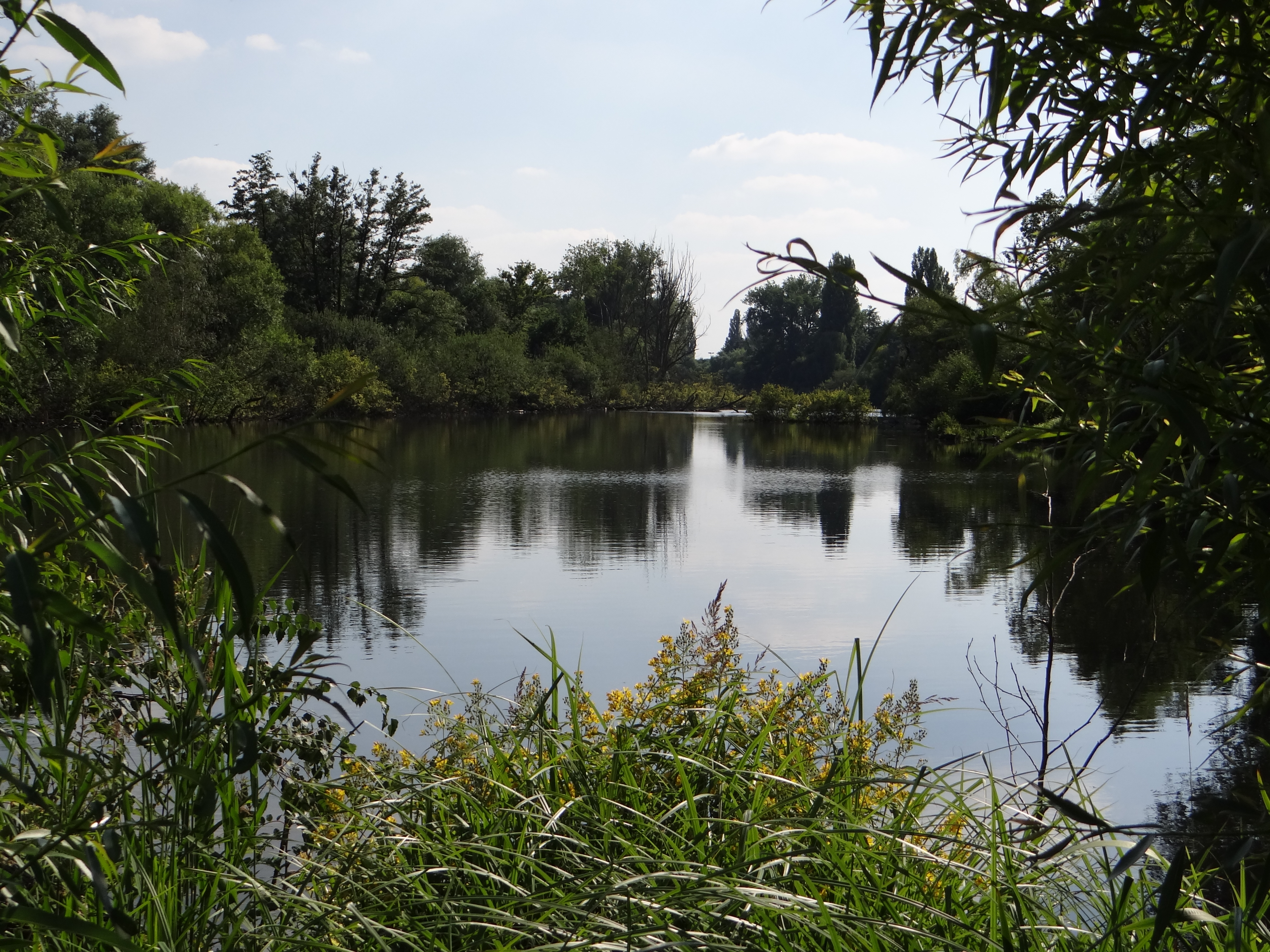
Naturschutzgebiet Riethbenden (Juli 2012)

Das Naturschutzgebiet Riethbenden liegt auf dem Gebiet der kreisfreien Stadt Krefeld in Nordrhein-Westfalen.
Das Gebiet erstreckt sich nördlich der Kernstadt von Krefeld und westlich und nördlich von Verberg entlang der Niep, einer verlandeten Altstromrinne des Rheines. Am nördlichen und südwestlichen Rand des Gebietes verläuft die Landesstraße L 9, nördlich die Kreisstraße K 2 und südlich die L 473. Westlich erstreckt sich das 422,1 ha große Naturschutzgebiet (NSG) Hülser Bruch.

## Bedeutung
Das etwa 24,9 ha große Gebiet wurde im Jahr 2005 unter der Schlüsselnummer KR-009 unter Naturschutz gestellt. Schutzziele sind der Erhalt und die Optimierung eines arten- und strukturreichen Komplexes, vor allem aus Gewässer- und Röhrichtbiotopen.